# Palacio de los Condes de Villapaterna
El Palacio de los Condes de Villapaterna, denominado también Palacio de los Marqueses de Miraflor y Ayuntamiento, es un edificio que se sitúa en el centro de la población de Paterna, en la Provincia de Valencia, de tipología residencial y estilos barroco y neoclásico, construido en el siglo XVIII.

## Descripción
Fue proyectado por el arquitecto, y entonces director de la Academia de Bellas Artes de San Carlos, Antonio Gilabert.
Consta el edificio de planta baja y dos pisos rematados por un ático que adopta forma de frontón. La composición de la fachada es simétrica ordenada por vanos que en las plantas superiores tienen balcones, de estilo barroco clasicista. El ático, neoclasicista presenta un frontón. La fábrica combina la piedra y el ladrillo. La piedra se utiliza en el zócalo del edificio, en dinteles, jambas y esquinas.
Debido a los diferentes usos el interior se encuentra muy modificado. En la actualidad alberga el ayuntamiento de Paterna.